# Macrojoppa amazonica
Macrojoppa amazonica là một loài tò vò trong họ Ichneumonidae.